# Đô la New Zealand
Đô la New Zealand (Tiếng Māori: Tāra o Aotearoa, Ký hiệu: $, mã NZD) là tiền tệ và phương tiện thanh toán hợp pháp của New Zealand, Quần đảo Cook, Niue, Tokelau, Lãnh thổ phụ thuộc Ross, và lãnh thổ thuộc Anh quốc, Quần đảo Pitcairn. Nó thường được viết tắt bằng Ký hiệu đô la ($), đôi khi là NZ$ để phân biệt với những nước khác sử dụng đồng Đô la. Trong thanh toán hằng ngày, nó thường được gọi với cái tên Kiwi, có nguồn gốc từ New Zealand liên quan đến tên một loài chim bản địa và đồng xu $1 miêu tả Chim Kiwi.
Từ năm 1967, 1 đô la được chia làm 100 cents. Nó có mười mệnh giá, 5 mệnh giá tiền xu và 5 mệnh giá tiền giấy, nhỏ nhất là đồng 10 cents. Đã từng có những mệnh giá thấp hơn, nhưng đã ngừng phát hành vì lạm phát.
Đô la New Zealand là một trong mười ngoại tệ phổ biến nhất trên thị trường ngoại hối, với 2,1% tổng giá trị thị trường vào tháng 4 năm 2016.

## Lịch sử

### Giới thiệu
Trước sự ra đời của Đô la New Zealand vào năm 1967, đồng Bảng New Zealand là tiền tệ của New Zealand, đã có sự phân biệt với đồng Bảng Anh từ năm 1933. Đồng bảng này sử dụng hệ £sd, một bảng được chia làm 20 shillings và 1 shilling chia làm 12 pence. Nhưng từ những năm 1950s nó được xem là phức tạp và rườm rà.
Việc chuyển sang tiền tệ hệ thập phân đã được đề xuất ở New Zealand từ những năm 1930s, nhưng đến những năm 1950s việc này mới được lên kế hoạch thực hiện. Vào năm 1957, một uỷ ban đã được thành lập bởi Chính quyền để nghiên cứu tiền tệ hệ thập phân. Ý tưởng này nhận được rất nhiều phản hồi tích cực. Năm 1963, Chính quyền đã chấp thuận việc phát hành tiền tệ mới cho New Zealand. Đạo luật Tiền tệ thập phân đã được thông qua vào năm 1964, ấn định việc phát hành vào ngày 10 tháng 7 năm 1967. Những từ như "fern", "kiwi", "zeal" đã được đề xuất cùng với từ "dollar", vì nhiều người bấy giờ thích liên kết với Đô la Mỹ. Cuối cùng, từ "dollar" đã được chọn. Một nhân vật hoạt hình theo Chủ nghĩa đại chúng Đô la có tên "Mr.Dollar" trở thành biểu tượng của quá trình chuyển giao trong một chiến dịch quản cáo khổng lồ.
Vào Thứ hai ngày 10 tháng 7 năm 1967 ("Ngày tiền tệ thập phân"), Đô la New Zealand đã được phát hành và thay thế đồng bảng với tỉ lệ 2 đô la ăn 1 bảng (1 đô la đổi 10 shillings, 10 cents đổi 1 shillings,  5⁄6 đổi 1 penny). Hơn 27 triệu tờ tiền giấy đã được in và 165 triệu đồng xu đã được đúc phục vụ cho việc chuyển giao.

### Tỷ giá
Đô la New Zealand ban đầu được gắn với Đô la Mỹ với tỉ lệ US$1.43 = NZ$1. Tỉ giá được thay đổi vào ngày 21 tháng 11 trong cùng năm thành US$1.12 = NZ$1 sau sự mất giá của đồng bảng Anh (tham khảo Hệ thống Bretton Woods, và vì New Zealand phá giá nhiều hơn Anh quốc.
Vào năm 1971, Mỹ phá giá đô la quy đổi sang vàng, nhà chức trách New Zealand quyết định thay đổi tỉ giá thành US$1.216 với mức biến động 4.5%, nhằm giữ giá vàng tương đương. Từ ngày 9 tháng 7 năm 1973 đến ngày 4 tháng tháng 3 năm 1975, giá trị của đồng đô la được xác định từ một rổ tiền tệ thương mại của các loại tiền tệ.
Đô la New Zealand đã được thả nổi với tỷ lệ ban đầu US$0.4444. Từ khi giá trị của đồng đô la được xác định trên thị trường tài chính, NZ$ đã được xác định trong khoảng US$0.39 đến 0.88.
Giá trị trung bình hằng ngày của đồng đô la là US$0.3922 vào ngày 22 tháng 11 năm 2000, và đạt được tỉ giá cao nhất vào ngày 22 tháng 7 năm 2011 với tỉ giá US$0.8666. Phần lớn sự biến động trung hạn trong tỷ giá này là do sự khác biệt về lãi suất.
Đô la New Zealand thường chịu tác động mạnh của Thị trường ngoại hối, và nó trở thành một trong 10 loại ngoại tệ phổ biến nhất.
Vào ngày 11 tháng 6 năm 2007, Ngân hàng Dự trữ bán một lượng không rõ Đô la New Zealand để nhận lấy 9 tỷ USD nhằm hạ giá đồng tiền. Đây là sự can thiệp đầu tiên vào thị trường bởi Ngân hàng kể khi thả nổi đồng tiền vào năm 1985.
Hai hoạt động can thiệp đã bị nghi ngờ, nhưng đã không thành công như lần đầu tiên: lần đầu tiên ban đầu có vẻ hiệu quả với sự phá giá từ US$0.7490 đến gần US$0.7620. Tuy nhiên, trong vòng chưa đầy một tháng, nó đã tăng lên mức cao mới, đạt mức US$0.8103 vào ngày 23 tháng 7 năm 2007.
Sau khi đạt đỉnh vào đầu năm 2008, giá trị của NZ$ đã giảm mạnh trong nửa cuối năm 2008 và quý 1 năm 2009 dưới sự ảnh huởng của Khủng hoảng tài chính toàn cầu 2008, và sự lo ngại của các nhà đầu tư với những loại tiền tệ có rủi ro cao như NZ$. Tuy nhiên, nó đã trở lại mạnh mẽ vào cuối năm, đạt mức US$0.75 vào tháng 11 năm 2009.
Cuối năm 2012, 1 đô la có thể đổi được 80 US$ cents, thậm chí là 85 cents, khi cuộc gọi từ Green Party về việc Nới lỏng định lượng. Những cơ quan có thẩm quyền như như Chính quyền hay Ngân hàng Dự trữ đã lên kế hoạch, nhưng đến tháng 2 năm 2013 việc này đã bị ngừng lại.

## Tiền xu

### Lịch sử
Khi được ra mắt, đồng xu bao gồm các mệnh giá 1c, 2c, 5c, 10c, 20c và 50c. Đồng 1c và 2c được làm bằng đồng, những mệnh giá còn lại được làm bằng đồng niken. Nhằm dễ dàng cho việc chuyển giao, đồng 5c, 10c, 20c có kích thước giống với đồng 6 pence, shilling và florin trước đây. Cho đến năm 1970, đồng 10c vẫn mang dòng chữ huyền thoại "One Shilling". Mặt trước của tất cả mệnh giá đều là chân dung của Nữ hoàng Elizabeth II, vẽ bởi Arnold Machin, với dòng chữ ELIZABETH II NEW ZEALAND cùng với năm sản xuất. Mặt sau của những đồng tiền sản xuất năm 1967 không được sản xuất theo những thiết kế ban đầu. Những tác phẩm nghệ thuật hiện đại và thiết kế theo chủ đề điêu khắc trên các đồng xu đã bị rò rỉ trên tờ báo và gặp phải phản ứng tiêu cực của công chúng. Phiên bản chính thức đã được thiết kế cẩn thận hơn phù hợp với mong đợi của cộng đồng.
Năm 1986, New Zealand nhận một đề nghị về bức chân dung của Nữ hoàng vẽ bởi Raphael Maklouf. Đồng 1c và 2c được đúc cuối cùng vào năm 1987, tiền sưu tầm được sản xuất vào năm 1988. Các mệnh giá trên được chính thức rút khỏi lưu thông vào ngày 30 tháng 4 năm 1990. Những thiếu sót của đồng 1c và 2c trong giao dịch hằng ngày được khuyến khích làm tròn lên 5c (10c từ năm 2006), được hiểu như là làm tròn tiền.
Ngày 11 tháng 2 năm 1991, đồng xu mệnh giá $1 và $2 làm bằng đồng-nhôm được phát hành nhằm thay thế những mệnh giá tiền giấy tương đương. Năm 1999, chân dung Nữ hoàng vẽ bởi Ian Rank-Broadley đã được khắc lên những đồng xu cùng với dòng chữ NEW ZEALAND ELIZABETH II.
Ngày 11 tháng 11 năm 2004, Ngân hàng Dự trữ đã gợi ý về việc rút đồng 5c ra khỏi lưu thông và làm cho đồng 10c, 20c, 50c nhỏ hơn và dùng thép mạ để làm chúng mỏng hơn. Sau 3 tháng lấy ý kiến cộng đồng, kết thúc vào ngày 4 tháng 2 năm 2005, Ngân hàng Dự trữ thông báo từ ngày 31 tháng 3 sẽ chuẩn bị cho việc thay đổi. Việc này được thực hiện vào ngày 31 tháng 7 năm 2006, những đồng tiền cũ vẫn còn giá trị cho đến ngày 31 tháng 6 năm 2006. Những đồng 5c, 10c, 20c, 50c không còn là phương tiện thanh toán hợp pháp nhưng vẫn được chấp nhận tại Ngân hàng Dự trữ. Trước sự thay đổi của các đồng xu này, tương tự như vậy, đối với quốc tế (nhất là khối Thịnh vượng chung Anh), đồng tiền có cùng kích cỡ với những đồng xu Anh, dẫn đến tiền xu từ các loại tiền tệ khác, đặc biệt là đồng tiền cũ, có thể được chấp nhận bởi máy bán hàng tự động và nhiều nhà bán lẻ.

### Các đồng xu kim loại đang lưu hành

Thiết kế mặt sau của những đồng xu Đô la New Zealand đang trong lưu thông. Hình ảnh cung cấp bởi Ngân hàng Dự trữ New Zealand.

| Mệnh giá | Thông số kỹ thuật | Thông số kỹ thuật | Thông số kỹ thuật | Thông số kỹ thuật | Miêu tả     | Miêu tả               | Miêu tả                                                             | Ngày phát hành |
| Mệnh giá | Đường kính        | Độ dày            | Khối lượng        | Vật liệu          | Cạnh        | Mặt trước             | Mặt sau                                                             | Ngày phát hành |
| -------- | ----------------- | ----------------- | ----------------- | ----------------- | ----------- | --------------------- | ------------------------------------------------------------------- | -------------- |
| 10 cents | 20.50 mm          | 1.58 mm           | 3.30 g            | Thép mạ đồng      | Trơn        | Nữ hoàng Elizabeth II | Hình chạm khắc Māori koruru                                         | 31/07/2006     |
| 20 cents | 21.75 mm          | 1.56 mm           | 4.00 g            | Thép mạ niken     | Khía 7 lề   | Nữ hoàng Elizabeth II | Hình chạm khắc Pukaki, một vị lãnh đạo của Ngatra Whakaue iwi Māori | 31/07/2006     |
| 50 cents | 24.75 mm          | 1.70 mm           | 5.00 g            | Thép mạ niken     | Trơn        | Nữ hoàng Elizabeth II | Tàu HM Bark Endeavour và đỉnh núi Taranaki                          | 31/07/2006     |
| $1       | 23.00 mm          | 2.74 mm           | 8 g               | Đồng nhôm         | Khía xen kẽ | Nữ hoàng Elizabeth II | Chim Kiwi và cây silver fern                                        | 11/02/1991     |
| $2       | 26.50 mm          | 2.70 mm           | 10 g              | Đồng nhôm         | Rãnh        | Nữ hoàng Elizabeth II | Cò ngàng lớn                                                        | 11/02/1991     |

## Tiền giấy

### Lịch sử
Năm 1967, khi tiền giấy được giới thiệu nó bao gồm các mệnh giá $1, $2, $5, $10, $20, $100, tất cả ngoại trừ đồng $5 dùng để thay thế đồng pound tiền nhiệm. Phiên bản gốc của Đô la New Zealand có mặt trước là chân dung của Nữ hoàng Elizabeth II đang đội vương miện của Nữ hoàng Alexandra, vòng cổ ngọc của Vua George VI và đôi bông tai của Nữ hoàng Mary, trong khi mặt sau là hình ảnh của các loài chim và cây cối. Các tờ tiền đã có sự thay đổi nhẹ vào năm 1981 khi thay đổi nhà in (từ De La Rue thành Bradbury, Wilkinson & Co.), sự khác biệt lớn nhất chân dung của Nữ hoàng được dựa trên bức ảnh chụp bởi Peter Grugeon, khi Nữ hoàng Elizabeth II đang đội vương miện của Nữ công tước Vladimir và vòng cổ vàng jubilee của Nữ hoàng Victoria. Mệnh giá $50 đã được thêm vào năm 1983 để bù đắp khoảng trống giữa tờ $20 và $100. Mệnh giá $1 và $2 đã ngừng in và rút dần khỏi lưu thông vào năm 1991 sau khi được thay thế bằng tiền xu có mệnh giá tương đương.
Series mới của dòng tiền tệ này được ra mắt vào năm 1992. Mặt trước của các mệnh giá là chân dung các danh nhân của New Zealand, trong khi mặt sau miêu tả các loài chim tự nhiên và phong cảnh của New Zealand. Năm 1999, tiền polymer được phát hành để thay thế tiền giấy. Những tờ tiền mới có thiết kế giống như cũ, nhưng đã được thay đổi một số tính năng bảo mật, nổi bật nhất là hai cửa số trong suốt.
Năm 2015, New Zealand đã cho ra mắt thế hệ thứ 7 của dòng tiền tệ của nước này. Những tờ tiền mới có cùng kích thước mệnh giá với những tờ tiền cũ và sẽ tiếp tục được in trên polymer. Phần nền của những tờ tiền sẽ được giữ nguyên, cùng với những danh nhân New Zealand, Nữ hoàng. Các hình ảnh thực vật và động vật đã được thiết kế lại để làm nổi bật đồng tiền. Tờ $5 và $10 đã được đưa vào lưu thông vào tháng 10 năm 2015, và tờ $20, $50, $100 đã được đưa vào lưu thông vào tháng 4 năm 2016. Những tờ tiền cũ và tờ tiền mới đều được chấp nhận trong lưu thông trong thời gian chuyển đổi.
Từ khi dòng tiền này được phát hành từ năm 1999, các yếu tố bảo mật và các công nghệ được bổ sung vào việc thiết kế và in ấn tiền đều được nâng cao đáng kể. Tỉ lệ bị làm giả tiền của New Zealand nằm ở mức thấp nhất thế giới. Người dân và chính quyền New Zealand đều đồng ý và cảm thấy thích thú trong việc "đi trước một bước" trong cuộc chiến với tệ nạn tiền giả.

### Tiền giấy đang trong lưu thông

Đô la New Zealand (thế hệ thứ 6)

Đô la New Zealand (thế hệ thứ 7)

Tờ 5 đô la New Zealand đã được chọn làm tờ tiền của năm, sau chiến thắng thuyết phục trước 40 mẫu thiết kế từ 20 quốc gia. Ngân hàng Dự trữ New Zealand ra mắt tờ $5 và $10 vào tháng 10 dưới tư cách là một phần của Brighter Money Lưu trữ ngày 10 tháng 5 năm 2019 tại Wayback Machine. Tờ $5 miêu tả hình ảnh nhà leo núi Edmund Hillary hướng mặt về dãy núi Aoraki / Đỉnh Cook ở mặt trước. Mặt còn lại là hình ảnh một con chim cánh cụt mắt vàng và phong cảnh thiên nhiên địa phương.
| Tiền giấy New Zealand (thế hệ thứ 6) Lưu trữ ngày 30 tháng 4 năm 2017 tại Wayback Machine | Tiền giấy New Zealand (thế hệ thứ 6) Lưu trữ ngày 30 tháng 4 năm 2017 tại Wayback Machine | Tiền giấy New Zealand (thế hệ thứ 6) Lưu trữ ngày 30 tháng 4 năm 2017 tại Wayback Machine | Tiền giấy New Zealand (thế hệ thứ 6) Lưu trữ ngày 30 tháng 4 năm 2017 tại Wayback Machine | Tiền giấy New Zealand (thế hệ thứ 6) Lưu trữ ngày 30 tháng 4 năm 2017 tại Wayback Machine | Tiền giấy New Zealand (thế hệ thứ 6) Lưu trữ ngày 30 tháng 4 năm 2017 tại Wayback Machine | Tiền giấy New Zealand (thế hệ thứ 6) Lưu trữ ngày 30 tháng 4 năm 2017 tại Wayback Machine | Tiền giấy New Zealand (thế hệ thứ 6) Lưu trữ ngày 30 tháng 4 năm 2017 tại Wayback Machine | Tiền giấy New Zealand (thế hệ thứ 6) Lưu trữ ngày 30 tháng 4 năm 2017 tại Wayback Machine |
| Hình ảnh                                                                                  | Hình ảnh                                                                                  | Mệnh giá                                                                                  | Kích thước                                                                                | Màu sắc chính                                                                             | Miêu tả                                                                                   | Miêu tả                                                                                   | Hình chìm                                                                                 | Phát hành                                                                                 |
| Mặt trước                                                                                 | Mặt sau                                                                                   | Mệnh giá                                                                                  | Kích thước                                                                                | Màu sắc chính                                                                             | Mặt trước                                                                                 | Mặt sau                                                                                   | Hình chìm                                                                                 | Phát hành                                                                                 |
| ----------------------------------------------------------------------------------------- | ----------------------------------------------------------------------------------------- | ----------------------------------------------------------------------------------------- | ----------------------------------------------------------------------------------------- | ----------------------------------------------------------------------------------------- | ----------------------------------------------------------------------------------------- | ----------------------------------------------------------------------------------------- | ----------------------------------------------------------------------------------------- | ----------------------------------------------------------------------------------------- |
| $5                                                                                        | $5                                                                                        | $5                                                                                        | 135 mm × 66 mm                                                                            | Cam                                                                                       | Edmund Hillary Aoraki/Đỉnh Cook Máy kéo Massey Ferguson                                   | Hoiho (chim cánh cụt mắt vàng) Hình ảnh Đảo Campbell                                      | Nữ hoàng Elizabeth II                                                                     | 1999                                                                                      |
| $10                                                                                       | $10                                                                                       | $10                                                                                       | 140 mm × 68 mm                                                                            | Xanh dương                                                                                | Kate Sheppard Hoa Chi Trà trắng                                                           | Whio (vịt lam) Hình ảnh sông                                                              | Nữ hoàng Elizabeth II                                                                     | 1999                                                                                      |
| $20                                                                                       | $20                                                                                       | $20                                                                                       | 145 mm × 70 mm                                                                            | Xanh lá cây                                                                               | Nữ hoàng Elizabeth II Toà nhà Quốc hội New Zealand                                        | Kārearea (cắt New Zealand) Cảnh núi cao New Zealand                                       | Nữ hoàng Elizabeth II                                                                     | 1999                                                                                      |
| $50                                                                                       | $50                                                                                       | $50                                                                                       | 150 mm × 72 mm                                                                            | Tím                                                                                       | Āpirana Ngata Nhà gặp mặt Porourangi                                                      | Kōkako (quạ xanh) Cảnh rừng cây lá rộng                                                   | Nữ hoàng Elizabeth II                                                                     | 1999                                                                                      |
| $100                                                                                      | $100                                                                                      | $100                                                                                      | 155 mm × 74 mm                                                                            | Đỏ                                                                                        | Ernest Rutherford Huân chương Giải Nobel                                                  | Mohua (chim đầu vàng) Sâu bướm biển phương nam Cảnh rừng Beech                            | Nữ hoàng Elizabeth II                                                                     | 1999                                                                                      |

| Tiền giấy New Zealand (thế hệ thứ 7) Lưu trữ ngày 30 tháng 4 năm 2017 tại Wayback Machine | Tiền giấy New Zealand (thế hệ thứ 7) Lưu trữ ngày 30 tháng 4 năm 2017 tại Wayback Machine | Tiền giấy New Zealand (thế hệ thứ 7) Lưu trữ ngày 30 tháng 4 năm 2017 tại Wayback Machine | Tiền giấy New Zealand (thế hệ thứ 7) Lưu trữ ngày 30 tháng 4 năm 2017 tại Wayback Machine | Tiền giấy New Zealand (thế hệ thứ 7) Lưu trữ ngày 30 tháng 4 năm 2017 tại Wayback Machine | Tiền giấy New Zealand (thế hệ thứ 7) Lưu trữ ngày 30 tháng 4 năm 2017 tại Wayback Machine | Tiền giấy New Zealand (thế hệ thứ 7) Lưu trữ ngày 30 tháng 4 năm 2017 tại Wayback Machine         | Tiền giấy New Zealand (thế hệ thứ 7) Lưu trữ ngày 30 tháng 4 năm 2017 tại Wayback Machine | Tiền giấy New Zealand (thế hệ thứ 7) Lưu trữ ngày 30 tháng 4 năm 2017 tại Wayback Machine |
| Hình ảnh                                                                                  | Hình ảnh                                                                                  | Mệnh giá                                                                                  | Kích thước                                                                                | Màu sắc chính                                                                             | Miêu tả                                                                                   | Miêu tả                                                                                           | Hình chìm                                                                                 | Phát hành                                                                                 |
| Mặt trước                                                                                 | Mặt sau                                                                                   | Mệnh giá                                                                                  | Kích thước                                                                                | Màu sắc chính                                                                             | Mặt trước                                                                                 | Mặt sau                                                                                           | Hình chìm                                                                                 | Phát hành                                                                                 |
| ----------------------------------------------------------------------------------------- | ----------------------------------------------------------------------------------------- | ----------------------------------------------------------------------------------------- | ----------------------------------------------------------------------------------------- | ----------------------------------------------------------------------------------------- | ----------------------------------------------------------------------------------------- | ------------------------------------------------------------------------------------------------- | ----------------------------------------------------------------------------------------- | ----------------------------------------------------------------------------------------- |
| $5                                                                                        | $5                                                                                        | $5                                                                                        | 135 mm × 66 mm                                                                            | Cam                                                                                       | Edmund Hillary Aoraki/Đỉnh Cook Mô hình chim Kaokao                                       | Hoiho (chim cánh cụt mắt vàng) Hình ảnh Đảo Campbell Mô hình Quần đảo Campell Daisy               | Con số 5                                                                                  | 2015                                                                                      |
| $10                                                                                       | $10                                                                                       | $10                                                                                       | 140 mm × 68 mm                                                                            | Xanh dương                                                                                | Kate Sheppard Hoa Chi Trà trắng Mô hình Mangaroa (purapura whetu)                         | Whio (vịt lam) với đàn vịt con Hoa dứa New Zealand Kio Kio                                        | Con số 10                                                                                 | 2015                                                                                      |
| $20                                                                                       | $20                                                                                       | $20                                                                                       | 145 mm × 70 mm                                                                            | Xanh lá cây                                                                               | Nữ hoàng Elizabeth II Toà nhà Quốc hội New Zealand Mô hình Poutama                        | Kārearea (cắt New Zealand) Tapuae-o-Uenuku/Đỉnh Tapuaenuku Marlborough rock daisy                 | Con số 20                                                                                 | 2016                                                                                      |
| $50                                                                                       | $50                                                                                       | $50                                                                                       | 150 mm × 72 mm                                                                            | Tím                                                                                       | Āpirana Ngata Nhà gặp mặt Porourangi Mô hình Poutama                                      | Kōkako (quạ xanh) Công viên rừng Pureora Nấm bầu trời xanh                                        | Con số 50                                                                                 | 2016                                                                                      |
| $100                                                                                      | $100                                                                                      | $100                                                                                      | 155 mm × 74 mm                                                                            | Đỏ                                                                                        | Ernest Rutherford Huân chương Giải Nobel Mô hình Wakkaaro Kotahi                          | Mohua (chim đầu vàng) Sâu bướm biển vùng đảo phương nam Thung lũng Eglinton (Công viên Fiordland) | Con số 100                                                                                | 2016                                                                                      |